# Titia de Lange
Titia de Lange (nacida el 11 de noviembre de 1955 en Rotterdam ) es la directora del Centro Anderson para la Investigación del Cáncer, profesora Leon Hess y jefa del Laboratorio de Biología Celular y Genética de la Universidad Rockefeller.
De Lange obtuvo su  máster sobre "Estructura de la cromatina del locus del gen de la β-globina humana" en la Universidad de Amsterdam en 1981, y posteriormente su doctorado en la misma institución en 1985 con Piet Borst sobre genes de antígenos de superficie en tripanosomas. En 1985 se incorporó al laboratorio de Harold Varmus en la Universidad de California, San Francisco. Desde 1990 ocupa un puesto docente en la Universidad Rockefeller. En 2011, de Lange recibió el Premio Vilcek de Ciencias Biomédicas . En 2013 ganó el Premio Breakthrough en Ciencias de la Vida, valorado en 3 millones de dólares, por su investigación sobre los telómeros.
En el año 2000 se convirtió en corresponsal de la Real Academia de Artes y Ciencias de los Países Bajos.

## Carrera profesional
Titia de Lange asistió a la Universidad de Amsterdam, donde se licenció y obtuvo un máster en bioquímica. También se doctoró en la Universidad de Ámsterdam mientras trabajaba en el Instituto Holandés del Cáncer . En 1985, aceptó una beca postdoctoral en la Universidad de California, San Francisco. En 1990, De Lange creó su propio laboratorio en la Universidad Rockefeller. Actualmente es catedrática Leon Hess y directora del Centro Anderson para la Investigación del Cáncer de la Universidad Rockefeller. Ganó el Premio Breakthrough en Ciencias de la Vida en 2013 por su investigación sobre los telómeros, que explica cómo protegen los extremos de los cromosomas y su papel en la inestabilidad del genoma en el cáncer mediante el mapeo del complejo de moléculas que enlaza las hebras y las protege. Además de avanzar en la revelación de la estructura del ADN, su investigación tiene implicaciones para la comprensión del envejecimiento y el cáncer.

## Investigación
Titia de Lange quería estudiar química al terminar el bachillerato en los Países Bajos, pero la falta de mujeres químicas entre estudiantes y profesores la convenció para estudiar biología en la rama de bioquímica. Durante su estancia en la Universidad de Ámsterdam trabajó para su mentor, Richard Flavell, en el Instituto Nacional de Investigación Médica, donde realizó su tesis de máster. Su tesis se centró en la translocación del ADN en la γβ-talasemia, una forma muy rara de talasemia. Su investigación identificó a un paciente con γβ-talasemia con una translocación de ADN que causaba la inactivación del gen de la β-globina. De Lange habló muy bien del laboratorio: "Allí fue donde vi por primera vez cómo se hace realmente ciencia. ... Era un laboratorio muy dinámico, competitivo e internacional. Era muy divertido, así que eso hizo que me quedara en la ciencia".
De Lange comenzó a interesarse por los telómeros mientras obtenía su doctorado en el Instituto Holandés del Cáncer. Los telómeros se convirtieron gradualmente en el principal foco de su investigación. Tras doctorarse en 1985, de Lange  realizó una estancia postdoctoral en la Universidad de California en San Francisco en el laboratorio de Harold Varmus de 1985 a 1990. Mientras trabajaba en la UCSF, de Lange continuó su trabajo sobre los telómeros.  Descubrió que los espermatozoides tienen telómeros que son varios kilopares de bases más largos que las células somáticas. También descubrió que las células tumorales también tienen telómeros significativamente más cortos. Esta investigación fue importante para establecer el papel de los telómeros tanto en el envejecimiento como en el cáncer. Los telómeros son secuencias de nucleótidos repetitivas en los extremos de los cromosomas que funcionan como elementos protectores contra la reparación inadecuada del ADN. La secuencia de nucleótidos de los telómeros es TTAGGG. A medida que una persona envejece, los telómeros se acortan gradualmente con cada ronda de replicación del ADN, ya que no toda la secuencia de ADN se replica por completo. Los extremos de los cromosomas están amenazados por varias vías, vías de señalización de daños en el ADN que involucran a la quinasa ATM o ATR, así como vías de reparación de roturas de doble cadena, unión de extremos no homólogos o reparación dirigida por homología .
En la Universidad Rockefeller su investigación se centró en identificar proteínas asociadas con los telómeros y su papel en la protección de los telómeros de los procesos de reparación del ADN. En sus primeros años dedicó una gran cantidad de tiempo y recursos a identificar los principales componentes proteicos de los telómeros humanos. En 1995, identificó y purificó la proteína 1 del factor de unión de repetición telomérica (TRF1) . Con la ayuda de Bas van Steensel, de Lange realizó varios estudios sobre proteínas asociadas a los telómeros. Descubrió que TRF1 es crucial en la regulación de la longitud de los telómeros. En su investigación, propuso que TRF1 inhibe la acción de la telomerasa. La telomerasa es una ADN polimerasa dependiente del ARN que puede alargar los telómeros y es esencial en el mantenimiento del ADN telomérico. La telomerasa puede contrarrestar el acortamiento de los telómeros, que se produce durante el proceso de replicación del ADN. Ella y sus coinvestigadores, Bas van Steensel y Agata Smogorzewska, descubrieron también la proteína TRF2 y comprobaron que, además de otras funciones, impide la fusión de extremo a extremo de los telómeros.
Uno de los principales descubrimientos de De Lange fue el de la estructura de bucle en t de los telómeros, en colaboración con Jack Griffith. Mediante microscopía electrónica se demostró que el ADN telomérico lineal puede ser remodelado por TRF2 en bucles dúplex (bucles t). Este cambio arquitectónico permite que TRF2 secuestre los extremos de los telómeros, que funcionan para salvaguardar los telómeros cubriendo las hebras simples de ADN que sobresalen. Este mecanismo protege contra la activación indebida de los puntos de control del daño del ADN por los extremos naturales de los cromosomas. Investigaciones anteriores habían observado que, además de proteger los extremos de los cromosomas, los complejos teloméricos también permiten a las células distinguir las roturas aleatorias del ADN y los extremos naturales de los cromosomas.
En 2005, de Lange llegó a la conclusión crucial de que seis proteínas teloméricas forman un complejo proteico dinámico, al que denominó complejo protector, llamado así por su función de proteger los extremos de los cromosomas. Las seis subunidades del complejo protector son: TRF1, TRF2, TIN2, Rap1, TPP1 y POT1. Las subunidades del complejo protector no son las únicas proteínas que se asocian con los telómeros, pero se diferencian de otras proteínas por cumplir el criterio de no acumularse en áreas al lado de los extremos de los cromosomas, su función se limita a los telómeros y están presentes en los telómeros durante todo el ciclo celular. El complejo protector permite que los telómeros queden esencialmente ocultos de la vigilancia de daños en el ADN, sin su protección, los extremos de los cromosomas son procesados inapropiadamente por las vías de reparación del ADN, donde los telómeros se confundirían con ADN dañado.
La investigación de Titia de Lange ha demostrado ser inestimable en el campo de los telómeros y ha permitido comprender mejor el desarrollo del cáncer y el mantenimiento del genoma. Su investigación ha catalizado más estudios sobre el importante papel de los telómeros en el desarrollo de tumores.

## Premios
De Lange ha recibido varios premios, incluido el Premio Paul Marks de Investigación del Cáncer 2001, el Premio del Centro Oncológico del Hospital General de Massachusetts 2008, el Premio AACR Clowes Memorial 2010, el Premio Vanderbilt de Ciencias Biomédicas 2011, el Premio Vilcek de Ciencias Biomédicas 2011, el Premio Breakthrough Prize en Ciencias de la Vida 2013, el Premio Internacional Gairdner 2014 y el Premio Rosenstiel 2017.
Es miembro electo de varias organizaciones, entre ellas la Academia Americana de las Artes y las Ciencias, la Organización Europea de Biología Molecular y la Real Academia Holandesa de las Ciencias. En 2022 fue elegida Miembro Extranjero de la Royal Society .